# (84100) Farnocchia
(84100) Farnocchia est un astéroïde de la ceinture principale.

## Description
(84100) Farnocchia est un astéroïde de la ceinture principale. Il fut découvert le 3 septembre 2002 à Campo Imperatore par le projet CINEOS. Il présente une orbite caractérisée par un demi-grand axe de 2,73 UA, une excentricité de 0,20 et une inclinaison de 5,8° par rapport à l'écliptique.

## Compléments